# Papuascincus morokanus
Espèce
Synonymes
- Lobulia morokana Parker, 1936

Papuascincus morokanus est une espèce de sauriens de la famille des Scincidae.

## Répartition
Cette espèce est endémique de Nouvelle-Guinée.

## Publication originale
- Parker, 1936 : A collection of reptiles and amphibians from the mountains of British New Guinea. Annals and Magazine of Natural History, sér. 10, vol. 17, p. 66–93.